# Tohono O’odham
Tohono O’odham (dawnej znani jako Papago) – Indianie północnoamerykańscy zamieszkujący Arizonę w USA i północny Meksyk.
Nazwa Papago pochodzi z języka hiszpańskiego, oznacza „jedzących fasolę” i została im nadana, gdyż roślina ta stanowiła główny składnik ich pożywienia. Sami Indianie nazywają się Tohono O’odham, co oznacza „ludzie pustyni” i tę nazwę jako oficjalną plemię zatwierdziło w 1986 roku.
Wielu członków plemienia do dziś żyje na Pustyni Sonora i utrzymuje się z hodowli i pasterstwa. Latem zamieszkują doliny wzdłuż rzeki, gdzie uprawiają kukurydzę, fasolę, a także kaktusy saguaro, które dostarczają im słodkiego syropu, jadalnych nasion a także przerabiane są na napój alkoholowy podobny do otrzymywanej z agawy tequili. Zimowe miesiące wielu z nich spędza w górach na polowaniu.